# Anandra
Anandra is een kevergeslacht uit de familie van de boktorren (Cerambycidae). De wetenschappelijke naam van het geslacht werd voor het eerst geldig gepubliceerd in 1864 door Thomson.

## Soorten
Anandra omvat de volgende soorten:
- Anandra albomarginata (Pic, 1927)
- Anandra albovittata Breuning, 1940
- Anandra basilana Breuning, 1974
- Anandra bilineaticeps Pic, 1939
- Anandra capriciosa Thomson, 1864
- Anandra celebensis Breuning, 1966
- Anandra griseipennis Breuning, 1956
- Anandra laterialba Breuning, 1943
- Anandra latevittata Breuning, 1959
- Anandra pseudovittata Breuning, 1961
- Anandra strandi Breuning, 1940